# Эсенлер
Эсенле́р (тур. Esenler) — район провинции Стамбул (Турция), часть города Стамбул. Расположен на европейской стороне города. Состоит из 18 районов и общей площадью 5227 га.

## История
Во времена Османской империи в этом районе, за пределами городских стен, находились деревни Литрос и Авас, населённые греческими фермерами. Эти жители были депортированы во время обмена населением из Турции в Грецию и район был затем заселён турками из греческой Македонии.